# Mk.gee
Michael Todd Gordon, mest känd under sitt artistnamn Mk.gee, född den 27 september 1996, är en amerikansk singer-songwriter, musikproducent och multiinstrumentalist.
Mk.gee släppte sitt debutalbum Two Star & The Dream Police den 9 februari 2024. Innan dess hade han släppt en mixtape och två EPs. Mk.gee har samarbetat med bland andra Bon Iver, Fred Again och Dijon.

## Bakgrund

### Uppväxt och musikintresse
Mk.gee började intressera sig för musik vid en tidig ålder och under hans uppväxt lärde han sig flertalet instrument. Mellan sex och sju års ålder började han ta pianolektioner, och i elvaårsåldern började han lära sig spela gitarr. Under hans år i high school startade han ett band med några klasskamrater, men föredrog att göra musik solo och spela in allting själv.

### Solokarriär
Debutsingeln I Know How You Get släpptes 2017 och inkluderades senare på hans debut-EP vid namn Pronounced McGee som släpptes den 18 maj 2018. Denna följdes upp samma år av EP:n Fool, som släpptes den 25 november.
Mk.gees debutalbum Two Star & The Dream Police släpptes den 9 februari 2024. Albumet föregicks av fem singlar; Candy, How many miles, Are you looking up, You got it och Dream police. Albumet hyllades av kritiker och ledde bland annat till hans första framträdande i TV, när han fick chansen att uppträda i Jimmy Kimmel Live! den 11 april 2024. Efter detta fick han även uppträda i Saturday Night Live den 9 november samma år.
Hittills har alla låtar Mk.gee släppt skrivits, producerats och spelats in endast av honom själv i hans eget sovrum i Los Angeles.

## Diskografi[11]

### Studioalbum
| År   | Titel                       |
| ---- | --------------------------- |
| 2024 | Two Star & The Dream Police |

### Mixtapes
| År   | Titel                     |
| ---- | ------------------------- |
| 2020 | A Museum of Contradiction |

### EP
| År   | Titel            |
| ---- | ---------------- |
| 2018 | Pronounced McGee |
| 2018 | Fool             |

### Singlar
| År   | Titel                              | Album                       |
| ---- | ---------------------------------- | --------------------------- |
| 2017 | I Know How You Get                 | Pronounced Mcgee            |
| 2017 | Roll With The Punches              | Pronounced Mcgee            |
| 2018 | Over Here                          | Pronounced Mcgee            |
| 2018 | You                                | Pronounced Mcgee            |
| 2018 | Come On (You Know That I'm a Fool) | Fool                        |
| 2018 | New Year                           | Fool                        |
| 2019 | Untitled                           | inget album                 |
| 2020 | cz                                 | A Museum of Contradiction   |
| 2023 | Candy                              | Two Star & The Dream Police |
| 2023 | How many miles                     | Two Star & The Dream Police |
| 2023 | Are you looking up                 | Two Star & The Dream Police |
| 2023 | You got it                         | Two Star & The Dream Police |
| 2024 | Dream police                       | Two Star & The Dream Police |
| 2024 | Lonely Fight                       | inget album                 |
| 2024 | ROCKMAN                            | inget album                 |